# Nagoya Universität der Künste

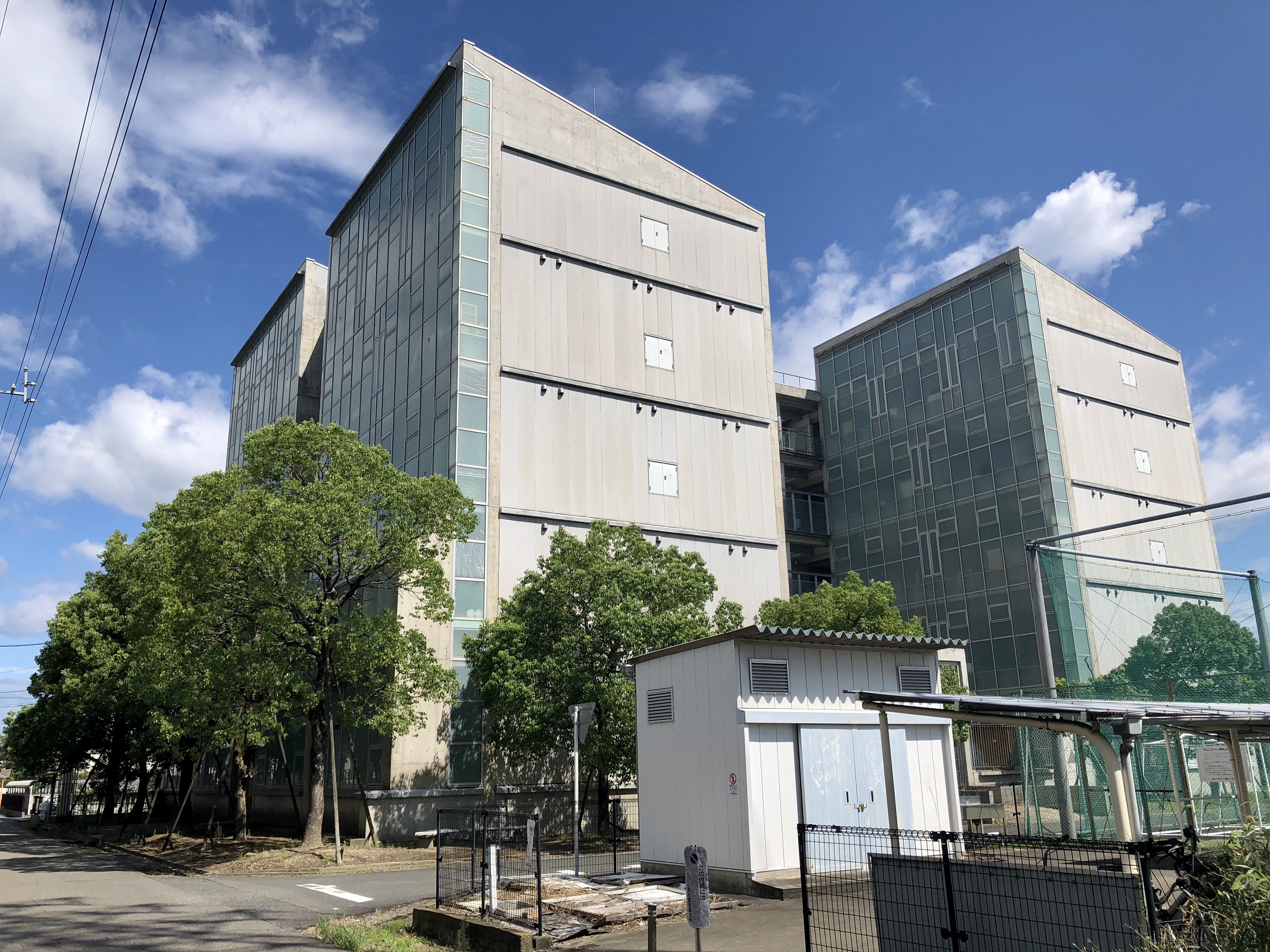
Westcampus

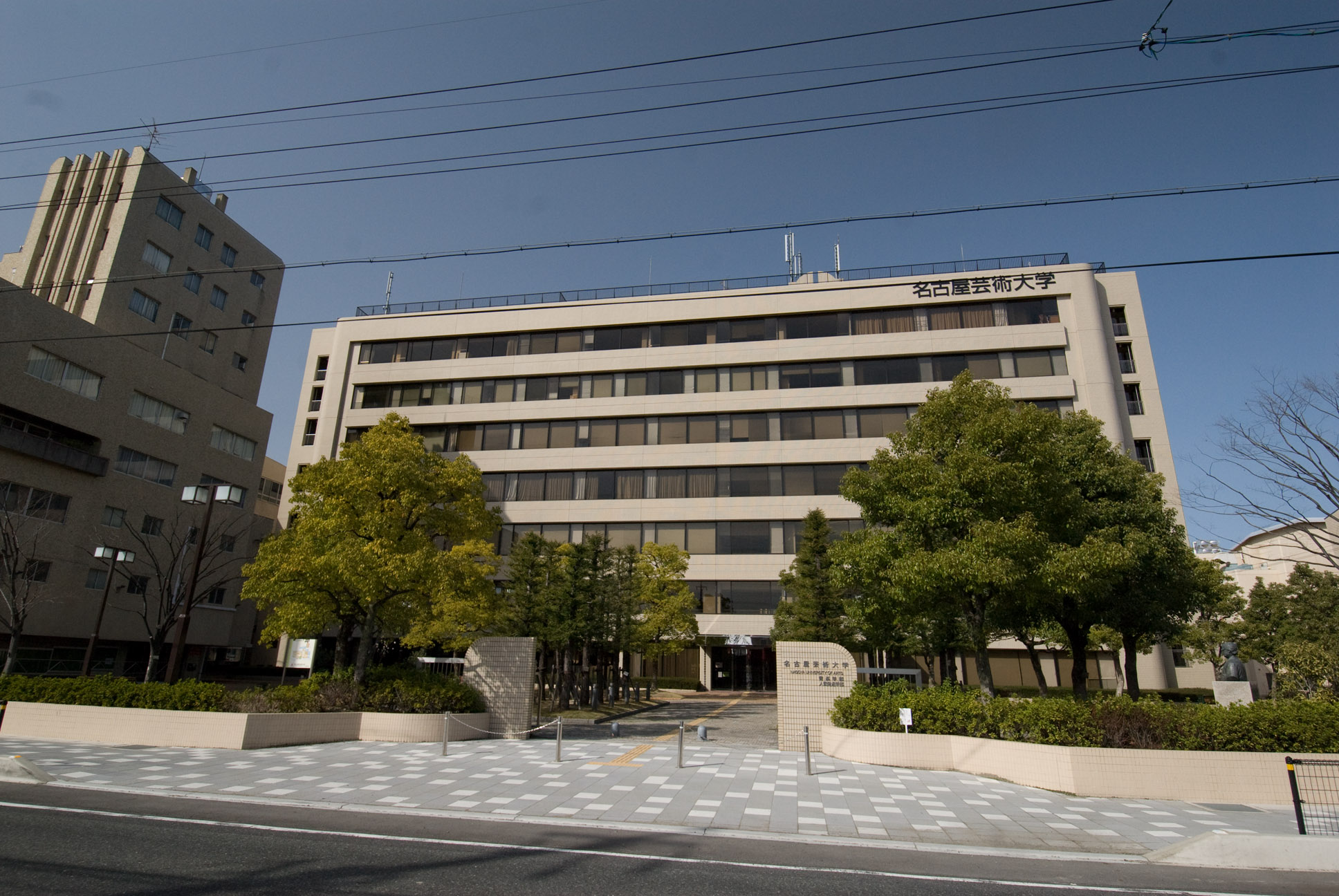
Ostcampus

Die Nagoya Universität der Künste (japanisch 名古屋芸術大学 Nagoya geijutsu daigaku, englisch Nagoya University of Arts) ist eine private Universität in der Stadt Kitanagoya, Präfektur Aichi, Japan. Diese Universität ist in zwei Fakultäten unterteilt: die Philosophische Fakultät und die Pädagogische Fakultät. Die Abteilung Kunst der Fakultät für Kunst ist in Bildende Kunst, Design, Musik und Kunstfreie Künste unterteilt.

## Geschichte
Im Jahr 1970 wurde die Nagoya Kunstuniversität gegründet. Die Universität nahm ihren Betrieb mit der Einrichtung der Fakultät für Musik (Abteilungen für Gesang, Instrumentalmusik und Musikpädagogik) sowie der Fakultät für Bildende Kunst (Abteilungen für Malerei, Bildhauerei und Design) auf.
1995 wurde der Masterstudiengang für Bildende Kunst an der Graduate School of Fine Arts eingerichtet. 1997 folgten die Masterstudiengänge für Gesang und Instrumentalmusik an der Graduate School of Music. Im Oktober desselben Jahres schloss die Universität eine Partnerschaft mit der University of Brighton in Großbritannien, und im November wurde ein Atelier in Tokoname eröffnet.
2001 wurden die Abteilung für Kunstkultur in der Fakultät für Bildende Kunst und die Abteilung für Angewandte Musikkultur in der Fakultät für Musik neu eingerichtet. Das Nagoya Junior College wurde in die Universität eingegliedert und in Kurzzeitabteilung der Nagoya Kunstuniversität umbenannt.
2002 wurde die Fakultät für Design mit einer Abteilung für Design eingerichtet. Im Jahr 2003 folgte die Eröffnung des Art & Design Centers.
2005 wurde ein Masterstudiengang Design an der Graduate School of Design eröffnet, und 2007 folgte die Gründung der Fakultät für menschliche Entwicklung mit einer Abteilung für Kinderentwicklung.
2017 wurde das Atelier in Tokoname geschlossen, und die Fakultät für Kunstwissenschaften mit dem neuen Kunstwissenschaftlichen Fachbereich gegründet. Die bestehenden Fakultäten für Musik, Bildende Kunst und Design wurden in die Bereiche Musik, Bildende Kunst und Design umstrukturiert und gemeinsam mit dem neu gegründeten Bereich Kunstkultur in den Kunstwissenschaftlichen Fachbereich integriert. Im dritten Stock des Komplexes „Terrasse Nayabashi“ wurde ein regionales Austauschzentrum (Bildungszentrum für Blockkunst) eingerichtet. Das regionale Austauschzentrum wurde 2020 geschlossen..

## Campus

### Standorte
- Ost (ehemals Shikatsu) Campus (281 Furui, Kumanosho, Kitanagoya, Präfektur Aichi)
  - Hauptsitz
  - Fakultäten
    - Fakultät für Kunstwissenschaften (Bereich Musik, Bereich Kunstkultur)
    - Fakultät für Erziehungswissenschaften

  - Graduiertenschulen
    - Graduiertenschule für Musik
    - Graduiertenschule für menschliche Entwicklung
- West (ehemals Nishiharu) Campus (65 Nishinuma, Tokushige, Kitanagoya, Präfektur Aichi;)
  - Fakultäten
    - Fakultät für Kunstwissenschaften (Bereich Bildende Kunst, Bereich Design, Bereich Kunstkultur)

  - Graduiertenschulen
    - Graduiertenschule für Bildende Kunst
    - Graduiertenschule für Design
- Tokoname-Werkstatt (2-53 Sakaemachi, Tokoname, Präfektur Aichi) – geschlossen am 31. März 2017.
- Nagakute-Sportplatz (Amadzutsumi, Nagakute, Präfektur Aichi)

## Fakultäten

### Fakultät für Kunstwissenschaften – Kunstwissenschaftlicher Fachbereich

#### Musikbereich
- Kurs für professionelle Künstler
- Gesangskurs
- Kurs für Tasteninstrumente (Klavier)
- Kurs für Tasteninstrumente (Elektronische Orgel)
- Kurs für Streich-, Holzblas- und Schlaginstrumente
- Kurs der Wind Academy
- Kurs für Pop, Rock & Performance
- Kurs für Musicals
- Kurs für Tanzperformance
- Kurs für Sprecher- und Schauspielkunst
- Kurs für Sound-Media-Komposition
- Kurs für Musikunterhaltung und Regie
- Kurs für Musikpflege-Design
- Allgemeiner Musikkurs

#### Bereich Bühnenkunst
- Kurs für Bühnenbild
- Kurs für Bühnenproduktion
- Kurs für Regieräume

#### Bereich Bildende Kunst
- Kurs für Japanische Malerei
- Kurs für Westliche Malerei
- Kurs für Zeitgenössische Kunst
- Kurs für Kommunikationskunst
- Kurs für Kunsthandwerk
- Allgemeiner Kunstkurs

#### Bereich Design
- Kurs für Visuelles Design
- Kurs für Illustration
- Kurs für Modernes Medien-Design
- Kurs für Medienkommunikationsdesign
- Kurs für Lifestyle-Design
- Kurs für Raumdesign
- Kurs für Industriedesign und Keramikdesign
- Kurs für Fahrzeugdesign
- Kurs für Metall- und Schmuckdesign
- Kurs für Textildesign
- Kurs für Literatur und kreatives Schreiben (Literaturwissenschaft)

#### Bereich Kunstkultur
- Kurs für Liberal Arts

### Fakultät für Erziehungswissenschaften – Kinderpädagogik
- Kurs für Grundschulpädagogik
- Kurs für Kinderenglisch
- Kurs für Kinder-ICT
- Kurs für Kreative Gestaltung und Ausdruck
- Kurs für Vorschulerziehung und Kinderbetreuung
- Kurs für Kinderhilfe
- Kurs für Kindergesundheit und Sport

## Graduiertenprogramme
- Bildende Kunst
- Design
- Musikwissenschaft
- Menschliche Entwicklung

## Bedeutende ehemalige Studenten

### Musik
- Hiroyuki Minowa – Jazz-Bassist, Kontrabassspieler
- Hironori Tochimoto – Trompetenspieler, Hochschullehrer (Professor an der Tokyo University of the Arts)
- Hiroaki Fueida – Opernsänger (Tenor)
- Masayuki Inagaki – Dirigent
- Kyoko Endo – Singer-Songwriterin
- Ryoff Karma – Hip-Hop-MC, Leiter von JET CITY PEOPLE
- Tatsuo Kawahara – Musiker, DJ, Talent (Studienabbruch)
- Daisuke Wakashita – Opernsänger

### Bildende Kunst
- Sakutsugu Yoshimoto – Maler (Westliche Malerei), Hochschullehrer
- Satoko Nachi – Malerin
- Satoshi Umezu – Künstler, Illustrator
- Norimasa Sasaki – Holzbildhauer
- Kazuya Sakamoto – Maler, Künstler
- Noriko Ishigami – Malerin
- Kei Ishizaka – Manga-Künstler
- Kōhei Horikoshi – Manga-Künstler
- Atsushi Yamazaki – Manga-Künstler
- Ikuto Yamashita – Manga-Künstler, Animator
- Adam Tokunaga – Illustrator, Sextherapeut
- Yuji Hasegawa – Illustrator

### Unterhaltung
- Kazuyuki Masadokoro – Musicaldarsteller
- Emi Matsumoto – Musicaldarstellerin (Studienabbruch)
- Hillary – Synchronsprecherin, Radiomoderatorin